# (100000) Astronautica
(100000) Astronautica en tot oktober 2007 1982 SH1 en 2002 CW115) is een planetoïde in de binnenste planetoïdengordel. De planetoïde werd ontdekt op 28 september 1982 door James B. Gibson in het Palomar-observatorium van Californië in de Verenigde Staten.
Astronautica staat op een afstand van 1,7 tot 2,1 AE van de Zon en voltooid eens in de twee jaar en acht maanden een baan om de Zon. De baan heeft een excentriciteit van ongeveer 0,09 en een inclinatie van ongeveer 21 graden ten opzichte van de ecliptica. Omdat er geen archieffoto's van de planetoïde werden gevonden, begonnen de observaties met de ontdekking in 1982. Astronautica heeft een absolute helderheid van 16,9.

## Naamgeving
De planetoïde werd in oktober 2005 de honderdduizendste genummerde planetoïde en kreeg in oktober 2007 van het comité Planetaire systemen en bioastronomie van de Internationale Astronomische Unie de naam Astronautica om de vijftigste verjaardag van het ruimtevaarttijdperk te vieren. Ook het nummer 100.000 heeft een betekenis: op een hoogte van 100.000 meter (100 kilometer) begint, volgens de Kármánlijn, de ruimte. Astronautica betekent in het Latijn ruimtevaart.